# آیزنبرگ (تورینگن)
شهر آیزنبرگ در ایالت تورینگن در کشور آلمان واقع شده است.